# Ботев (гора)
Ботев (болг. Ботев; до 1950 р. Юмрукчал) — гора в Болгарії, найвища вершина Балканських гір (2376 м). Схили гори круті, вершина плоска, покрита луками. Гора знаходиться на території громади Карлово в області Пловдива. Входить до переліку 100 туристичних об'єктів Болгарії.
Гору названо на честь болгарського поета і революціонера Христо Ботева, а до 1950 р. цей пік називався Юмрукчал — «кулак — гора» (болг. юмрук — «кулак», чал — «висока гірська вершина»).
На вершині гори розташована метеостанція.
Північний схил гори, що називається Райські скелі, популярний серед альпіністів.

## Ресурси Інтернету
- Вікісховище має мультимедійні дані за темою: Ботев (гора)
- Peakware.com [Архівовано 5 червня 2015 у Wayback Machine.]
- Връх Ботев — 100-те Национални туристически обекта
- Връх Ботев — Радио и телевизия от връх Ботев [Архівовано 4 квітня 2009 у Wayback Machine.]
- Връх Ботев — Времето в момента [Архівовано 5 червня 2015 у Wayback Machine.]
- Връх Ботев — Иван Вазов — «Юмрючал»

## Виноски
1. ↑  Peakbagger.com